# Verteidigungsbezirkskommando 53
Das Verteidigungsbezirkskommando 53 war ein Verteidigungsbezirkskommando der Bundeswehr mit Sitz des Stabes in Freiburg im Breisgau. Hauptaufgabe des Kommandos war die Territoriale Verteidigung in seinem Verteidigungsbezirk.

## Geschichte

### Aufstellung
Das Verteidigungsbezirkskommando wurde zur Einnahme der Heeresstruktur II in den 1960er-Jahren als Teil des Territorialheeres ausgeplant und dem Befehlshaber im Wehrbereich V unterstellt. Angelehnt an die zivilen Verwaltungsgliederung entsprach der Verteidigungsbezirk in etwa dem Regierungsbezirk Südbaden (später: Regierungsbezirk Freiburg). Entsprechend war der Standort des Stabs Freiburg im Breisgau.

### Auflösung
2001 wurde das Territorialheer aufgelöst. Die Wehrbereichskommandos und Verteidigungsbezirkskommandos wurden der neu aufgestellten Streitkräftebasis unterstellt. Die Wehrbereiche und Verteidigungsbezirke wurden grundlegend neu geordnet und ihre Anzahl reduziert. Das Verteidigungsbezirkskommando 53 wurde außer Dienst gestellt und sein Kommandobereich dem Verteidigungsbezirk 52 eingegliedert.

## Gliederung
Das Verteidigungsbezirkskommando umfasste wie die meisten Truppenteile des Territorialheeres nur wenige aktive Soldaten. Erst im Verteidigungsfall konnte das Verteidigungsbezirkskommando durch die Einberufung von Reservisten und die Mobilmachung eingelagerten und zivilen Materials auf eine Truppenstärke anwachsen, die etwa einer (kleinen) Brigade oder einem Regiment des Feldheeres entsprach. Die längste Zeit seines Bestehens untergliederte sich das Verteidigungsbezirkskommando abgeleitet von der zivilen Verwaltungsgliederung grob in unterstellte Verteidigungskreiskommandos mit unterstellten Heimatschutzkompanien als Kern der infanteristisch geprägten Heimatschutztruppe.

## Verbandsabzeichen

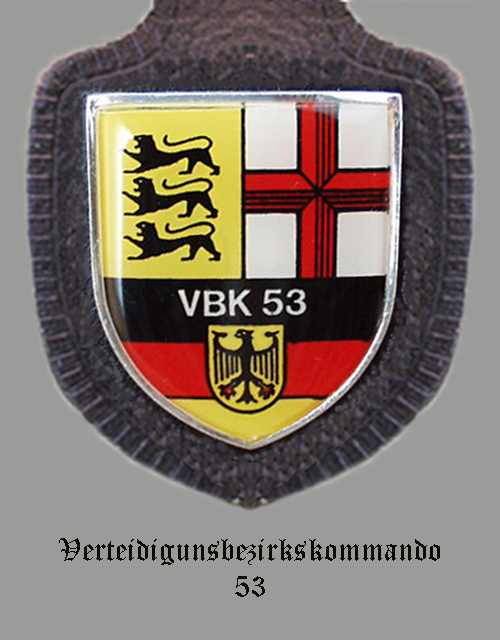
Eine der Versionen des Internen Verbandsabzeichen des Stabes/Stabskompanie

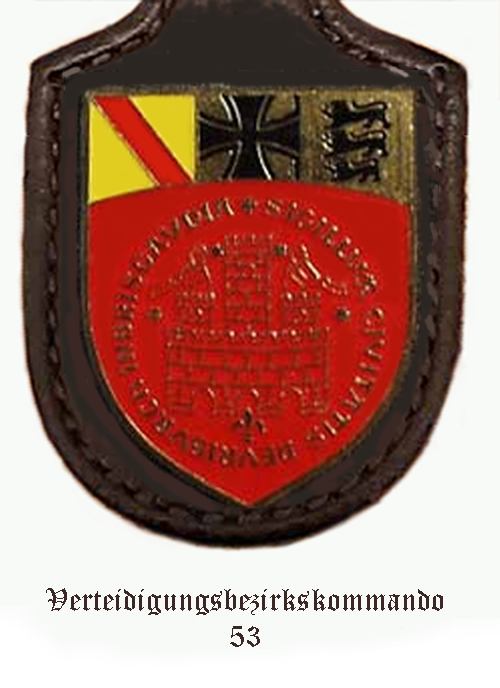
Alternative Version des Internen Verbandsabzeichen des Stabes/Stabskompanie

Das Verteidigungsbezirkskommando führte aufgrund seiner Ausplanung als überwiegend nicht aktiver Truppenteil kein eigenes Verbandsabzeichen. Die wenigen aktiven Soldaten trugen daher das Verbandsabzeichen des übergeordneten Wehrbereichskommandos.
Als „Abzeichen“ wurde daher unpräzise manchmal das interne Verbandsabzeichen des Stabes und der Stabskompanie „pars pro toto“ für das gesamte Verteidigungsbezirkskommando genutzt. Für das interne Verbandsabzeichen existierten zwei Varianten: beide zeigten die drei schwäbischen Löwen ähnlich wie im Wappen Baden-Württembergs.
- Die eine Variante zeigte neben den Löwen das Georgskreuz wie im Freiburger Stadtwappen und das Bundeswappen auf einem schwarz-rot-goldenem Feld.
- Die andere Variante zeigte neben den Löwen einen Schild in badischer Schildteilung zu gelb-rot, das Siegel der Stadt Freiburg, sowie das Eiserne Kreuz als Hoheitszeichen der Bundeswehr.